# Nkambé
Nkambé è la capitale del dipartimento di Donga-Mantung, in Camerun.